# Фастівський район (1923—2020)
Фа́стівський район — колишній район України на заході Київській області на правобережжі. Адміністративний центр — місто Фастів. Населення становить 30700 осіб (на 1 липня 2018). Площа району 897 км². Утворено 7 березня 1923 року.

## Символіка
Символікою Фастівського району є герб, прапор та гімн. Основним змістом символіки району є поєднання історичної спадщини Фастівщини з сучасністю. Символіку району та День Фастівського району (19 серпня) затверджено рішенням сесії районної ради 23 скликання 22 червня 2000 року.

## Географія

### Розташування
Фастівський район розташований в межах Придніпровської височини, у західній частині Київської області, межує на півночі з Макарівським районом, на сході — з Васильківським, на південному сході- з Білоцерківським, на півдні — зі Сквирським районами Київської області, на заході — з Попільнянським та Брусилівським районами Житомирської області. Загальна територія Фастівського району становить 897 км² з населенням 30700 чоловік (станом на 01.07.2018 р.). Районний центр: м. Фастів.

### Клімат
Клімат району помірно континентальний з досить теплим літом та помірно холодною зимою.
Середньорічна температура повітря становить +6,7°, найхолоднішого місяця січня (-6,2°), а найтеплішого місяця (липня) — (+19.1°). Від цих середніх багаторічних показників в окремі роки спостерігаються відхилення.
Абсолютний максимум температури досягає (+38°), мінімум — (-33°, що засвідчує можливість вимерзання в малосніжні зими озимих та пошкодження плодових багаторічних насаджень, а в окремі періоди сухого жаркого літа спостерігається підгорання озимих та ярих зернових.
Тривалість безморозного періоду, досягає в середньому 160—170 днів, а вегетаційний період продовжується з другої декади квітня до третьої декади жовтня. Цих природних факторів достатньо для вирощування районованих сільськогосподарських культур та багаторічних насаджень.
Середньорічна сума опадів становить 560 мм, але розподіл їх по місяцях року рівномірний. Найбільша кількість опадів випадає в липні (77 мм). В посушливі роки особливо мало опадів випадає в травні, що пагубно впливає на сходи рослин.
Для зимового періоду характерно нестійке коливання температур та висота снігового криву, яка коливається від 10 до 22 см. Досить часто спостерігається випадання зимових опадів у вигляді дощу, що своєю чергою призводить до утворення льодяної кірки і негативного впливу на сільськогосподарські культури.
Глибина промерзання ґрунту в середньому становить 40 см. Вона залежить не тільки від температури і глибини снігового покриву, але також від типу ґрунтів та їх механічного складу.
Відносна вологість досягає свого максимуму восени і взимку — 80-85 %. Посушливих днів з відносною вологістю менше 30 % в середньому за рік буває від 15 до 20, з них більшість припадає на травень.
Фастівський район відрізняється значним випаровуванням вологи, яке досягає 420—460 мм рік, а тому, попри позитивний баланс вологи, в окремі роки спостерігається посуха. Кожна пора року характерна своїми позитивними та негативними кліматичними умовами, перехід від однієї пори року до другої, як правило відбувається поступово.
Весна затяжна, нестійка, з частими змінами холодної і теплої погоди. Початком весни вважають кінець другої і початок третьої декади березня. Танення снігу, у зв'язку з наявністю великих площ лісів, відбувається повільно і протяжність сніготанення в середньому становить 20-25 днів.
Літо тепле, але не спекотне, дощове. В окремі роки найбільша кількість опадів, які випали негативно впливає на сільськогосподарські культури, а разом з тим призводить до вимокання та вилягання хлібів або створюються несприятливі умови для збору врожаю. В деякі роки непоправну шкоду сільському господарству наносить град. Влітку переважають північно-західні вітри.
Перехід до осені поступовий, з частим поверненням теплої погоди. Перша половина осені, як правило, суха і тепла. Похмура, прохолодна та з дощем вона починається наприкінці жовтня. Сніг починає випадати з листопада.
Зима м'яка особливо перша її половина, похмура, з частими відлигами а, розпочинаючи з лютого вона може бути з сильними снігами та морозами до та навіть понад 20 градусів за Цельсієм. Під час відлиг відбувається танення снігу, інколи до повного його зникнення. Через деякий час сніговий покрив встановлюється знову і деколи це явище може повторюватись декілька разів. Взимку переважають південно-східні вітри.
У цілому кліматичні умови району за кількістю тепла, світла, вологи сприятливі для вирощування всіх районованих сільськогосподарських культур.

### Рельєф
Фастівський район за умовами рельєфу є слабкохвилястим лесовим плато, яке складає ландшафтний фон поверхні з окремими морено — зандровими гребенями, північна частина району — погорбована, а південна — частково еродована (яри, балки).
Лесове плато розчленоване долинами річок Ірпінь, Унава, Кам'янка, Стугна та мережею балок з досить значним поширенням їх в південно-східну та північну частину району. Річкові долини мають неширокі заболочені заплави і переважно одну, рідше дві, виражені в рельєфі надзаплавні тераси. Корінні береги річок мають пологі схили з незначними проявами ерозії, схили балок обумовлюють досить значний розвиток ерозії.
В північній частині району на переході від слабохвилястого плато до заплав річок зустрічаються вузькі борові тераси. Заплави річок неширокі від 100 до 500 метрів, як правило, заболочені і переважно використовуються для сінокосіння. Незначна частина їх осушена і розорюється. Орні землі розміщені переважно на слабохвилястому плато, що своєю чергою дозволяє інтенсивно використовувати їх в сільськогосподарському виробництві.

### Геологічна будова та ґрунтоутворюючі породи
Геоструктурно територія Фастівського району належить до північно-східного схилу Українського кристалічного щита. Український кристалічний щит зазнав впливу денудаційних процесів, розвиток яких за час від архею до третинного періоду зумовив виникнення хвилястої денудаційної рівнини, складеної дислокованими кристалічними породами докембрію. Кристалічні породи представлені гранітами та граніто—гнейсами. Поверхня кристалічних порід покрита осадовими породами третинної та четвертинної систем. Верхні шари четвертинних відкладень є ґрунтоутворюючими породами. Це перш за все леси, на яких сформувались найродючіші в районі чорноземи типові та опідзолені ґрунти. На водно-льодникових та давньоалювіальних відкладах утворилися бідні в агрономічному відношенні дерново—підзолисті ґрунти.
Делювіальні та алювіально-делювіальні відкладення розміщенні в днищах балок та заплавах річок. На них утворилися намиті, лучно—чорноземні, дернові та болотні ґрунти. На сучасних алювіальних відкладеннях, утворених при розливах річок, утворилися також дернові та болотні ґрунти.

### Ґрунтовий покрив
Кліматичні умови, ґрунтоутворюючі породи, рельєф, геологічна будова, рослинність та агрокультурна діяльність людини — основні чинники ґрунтоутворення.
Ґрунтовий покрив району представлений переважно чорноземами типовими (43,8 %) та опідзоленими ґрунтами (33,4 %). Менш поширені лучно-чорноземні, дерново-підзолисті, лучні і чорноземно-лучні, болотні та інші ґрунти.
Найпродуктивніші ґрунти універсального використання — чорноземи типові займають площу 22,9 тис. га сільськогосподарських угідь. Використовуються вони переважно під орні землі.
Зосереджені чорноземи типові головним чином в східній частині району, де вони складають від 45 до 90 % площ сільськогосподарських угідь. Гумусований профіль чорноземів типових має потужність 80—100 см, вміст гумусу в орному горизонті становить 2,5-3,5 %. Реакція ґрунтового розчину слабокисла — рН в середньому 5,6. Ці ґрунти мають значні запаси валових та рухомих форм поживних речовин, сприятливі фізико-хімічні властивості та водно-повітряний режим, проте схильні до запливання і утворення кірки. Вони містять також набагато більше глинястих часток, внаслідок чого здатні накопичувати органічну речовину та утворювати агрономічно цінну структуру. Значна товщина гумусових горизонтів і достатня кількість гумусу в них дозволяють поглиблювати орний шар.
Внесення органічних і мінеральних добрив забезпечує підвищення родючості ґрунту і врожаю сільськогосподарських культур. Для нейтралізації кислотності ґрунти потребують вапнування. Опідзолені ґрунти в районі займають 17,5 тис. га (33,4 %) сільськогосподарських угідь, з них майже половина використовується під орними землями. Поширені вони головним чином в північно-західній частині району, де складають основний фон. Ці ґрунти в переважній більшості сформувалися на карбонатних лесових породах. Гумусовий горизонт у них має товщину 20-30 см. Кількість гумусу у верхньому горизонті буває досить низькою — 1,0-1,8, а у змитих відмінах — 0,5-0,8 %.
Бали економічної оцінки за окупністю затрат, повнопрофільних ґрунтів в залежності від кадастрового району складають від 37 до 54, слабозмитих відповідно — від 34 до 48, середньозмитих — від 31 до 45. На повнопрофільних ґрунтах і слабозмитих відмінах, поширених одороздільних плато і схилах до 3° можна вирощувати всі районовані культури.
Темно-сірі опідзолені ґрунти і чорноземи опідзолені (13,8 тис. га) мають більш високий рівень родючості. В них потужний (32-40 см), достатньо гумусований (3,9-2,5 % гумусу в горизонті) профіль. Ці ґрунти, як і чорноземи типові, універсального використання. Слабокисла реакція ґрунтового розчину (рН=5,7) сприяє деякому збільшенню рухомості і живлення рослин. Так, кількість рухомих форм фосфорної кислоти становить 12-18, азоту 6-8, калію 10-15 мг на 100 гр ґрунту.
Бали економічної оцінки складають від 54 до 64 і навіть 72 (глеєві відміни). В зоні поширення опідзолених ґрунтів мають місце низькопродуктивні дерново-підзолисті ґрунти, які в більшості мають легкий механічний склад. Це ґрунти обмеженого використання, вміст гумусу в них низький — 0,5-1,0 %.
З цієї групи найбіднішими на поживні речовини є дерново-скритопідзолисті та дерново-підзолисті дефльовані піщані ґрунти, які крім цього, завдяки легкому механічному складу, є осередками вітрової ерозії. Покращення їх можливе шляхом посіву сидератів та нанесення родючого шару ґрунту.
Лучні та чорноземно-лучні ґрунти сформувалися головним чином на терасах річок, днищах балок та на найпониженіших ділянках плато. Чорноземно-лучні ґрунти формуються в місцях близького залягання ґрунтових вод. За морфологічними ознаками подібні до чорноземних ґрунтів і відрізняються від них оглеєністю нижчих горизонтів. У більшості випадків перевищують за вмістом гумусу чорноземи.
Реакція ґрунтового розчину слабо-лужна (рН=7,3), мають значну кількість як валових, так і рухомих форм поживних речовин. Близьке залягання ґрунтових вод і достатня кількість поживних речовин створюють досить сприятливі умови для вирощування високих урожаїв сільськогосподарських культур.
Здебільшого ці ґрунти використовують під овочеві культури або під цінні кормові (кукурудзу на силос і зерно, коренеплоди та ін.).
Болотні ґрунти (1,8 тис. га) поширені по днищах балок та в заплавах річок. Негативною особливістю в них є підвищена вологість, токсичність неглибоко залягаючого оглеєного горизонту. Значна частина цих ґрунтів використовується для сінокосіння та під пасовища. Ці ґрунти мають високу потенціальну родючість, але щоб їх використовувати, треба провести осушення.
Дернові ґрунти (1,0 тис. га) поширені в заплавах річок. Використовуються вони, головним чином, під кормовими угіддями, що є найефективнішим. В складі орних земель на них рекомендується розміщувати овочеві культури.
Намиті ґрунти приурочені до днищ балок і великого поширення не мають. Використовуються переважно під сінокосіння.
Сільськогосподарські угіддя, розміщені біля розмитих ґрунтів та виходів порід становлять незначну площу. Їх доцільно засадити лісом або використовувати під постійним залуженням.

### Рослинність
Природна рослинність району характеризується великою різноманітністю і багатством, але збереглася вона лише на нерозораних ділянках крутих схилів балок, їх днищах, рідше — на водороздільних плато.
Лісова рослинність району представлена сосною, дубом, грабом, березою, кленом, липою та ін. Грабово-букові ліси розміщені переважно на опідзолених ґрунтах району і в наш час[коли?] зустрічаються рідко. Зараз зустрічаються тільки окремі екземпляри порослі дуба і граба, чагарники ліщини, брусниці. На днищах балок переважно ростуть верба, вільха та ін.
Серед травяної рослинності на схилах переважає костер безостий, пирій повзучий, деревій, звіробій, гвоздика та інші рослини з проєктивним покриттям 50-60 %. Навесні тут з'являється багато весняних багаторічників: пролісків, фіалок, жовтяків тощо. З довговегетуючих ростуть тонконіг гайовий, куцоніжка лісова, костриці, зірочки, купина лікарська та ін.
На цілинних ділянках заплав Унави, Ірпіня, Стугни, Каменки, а також по днищах балок, росте лучна та болотна рослинність: осока, ситник, місцями очерет; із вологолюбивих злакових — тонконіг звичайний, костриця лучна, мітлиця болотяна; із різнотрав'я — герань лучна, вербозілля лучне, калюжниця болотяна, кінський щавель. На переході до напівгідроморфних ґрунтів зустрічаються бобові рослини. Проєктивне покриття травами на таких ділянках складас 70-80 %. На орних землях, особливо серед просапних культур та багаторічних насаджень поширені різноманітні бур'яни — суріпка, хвощ польовий, лобода біла, волошка польова, осот, дика редька та інші.
Рослинність сіножатей, як бачимо, представлена трав'янистими та трав'яно-болотяними групуваннями, які формуються відповідно до рельєфу та ґрунтового покриву.

### Корисні копалини
Корисні копалини території Фастівського району представлені різноманітними породами, пов'язаними з характером геологічного розвитку даної місцевості, а саме: будівельними матеріалами та торфом.
Згідно з даними Українського територіального геологічного фонду (УТГФ) у районі є будівельний камінь, пісок, цегляно-черепична сировина.
Поклади будівельного каменю (граніту та інших кристалічних порід) представлені Малоснітинською, Кощіївською та Ярошівською ділянками. Загальні відкриті запаси їх становлять 732 тис.м3.
Відкриті породи представлені піском мілкозернистим глинистим, алювіальним піском та сильно вивітреними гранітами.
Розвідані запаси будівельного піску становлять 192 тис. м3. Корисна товща представлена сірими та жовтувато-сірими кварцовими пісками потужністю від 0,4 до 10,0 м.
Поклади цегляно-черепичної сировини (суглинків) розміщені біля м. Фастів. Родовище розробляється місцевим цегляним заводом. Окрім цього, в районі мають місце маловивчені поклади цегляної сировини біля с. Велика Офірна; в урочищі «Унава»; біля сіл Триліси та Пилипівка, які періодично розробляються місцевими підприємствами.
Із горючих корисних копалин на території району виявлені родовища торфу. Загальна площа родовищ торфу становить 475 га, а запаси — 1,3 млн тон.
Розробка родовищ ведеться пошарово — поверхневим способом в обсягах 130—140 тис. тон щорічно для виготовлення органічних добрив.
Ділянки, виділені під торфорозробки, після зняття шару торфу використовуються надалі в складі тих угідь, в яких були до розробки.

## Природно-заповідний фонд

### Гідрологічні заказники
Урочище «Кончаки».

### Ландшафтні заказники
Кожанська балка.

### Лісові заказники
Урочище Унава (загальнодержавного значення).

### Ботанічні пам'ятки природи
Батьківський ясен, Вікова сосна, Дуб черешчатий.

### Парки-пам'ятки садово-паркового мистецтва
Молодіжний, Фастівський.

## Історія

### Найдавніші часи
Історія Фастівщини сягає глибокої давнини і бере початок із заселення краю первісними людьми. Свідками тих часів є пам'ятки археології. Нині на археологічну карту Фастівщини нанесено понад 150 пам'яток. Серед них — Фастівська стоянка мисливців на мамонта і дикого коня епохи пізнього палеоліту (20-15 тис. років тому); неолітичні поселення біля с. Кощіївка та на хуторі Млинок (V-Ш тис. до н. е.) Біля селища Кожанка, сіл Мала Снітинка, Оленівка, Триліси виявлені залишки трипільської культури (IV-ІІ тис. до н. е.).

### Часи Київської Русі
Фастівщиною проходила княгиня Ольга з молодим княжичем Святославом, бували тут і воїни князя Володимира. Довгий час частина земель Фастівщини була зайнята половецькими племенами. Тому на Фастівщині того часу було багато як руських слов'янських поселень, так і кочівницьких поселень т. зв. «своїх поганих»-союзників Русі. Загальновідомим є факт, що до 1094 року землі Сквири, Тетієва, Володарки, Триліс, Фущово (Фастова), Яготина та інших районів нинішньої Київщини належали половецькому князю Тугортхану, який подарував їх в 1094 році київському князю Святополку, як придане своєї дочки під час їх одруження. І інші половецькі хани (Тетій, Кончак тощо) мали у окремі часи добрі стосунки з києво-руськими князями, а велика частина половців приймали християнство, відмовлялися від пошанування своїх кам'яних баб і «бовванів» та вели осілий спосіб життя в Київській Русі.
За 1151 роком вже є перша письмова згадка в літописах про існуючі кургани Переп'ятиху на Васильківщині і Переп'ят на Фастівщині, а за 1157 роком-перша письмова згадка в літописах про існування Гуляників (майбутньої Великої Мотовилівки). Археологами згодом були розкопані залишки цього давньоруського поселення та сліди існування інших поселень на Фастівщині у києворуські часи. У ХІІІ столітті фастівські землі зазнали навали монголо-татарських орд. І хоча у 1323—1324 рр. Київщину було захоплено військами литовського князя Гедимінаса (Гедиміна) і здійснено спроби приєднати її до складу Великого князівства Литовського, але силу і вплив татар Фастівщина ще довго відчувала. У 1324—1362 рр. Фастівщина дуже часто була ареною боїв зі змінним успіхом між литовськими військами та ординцями. Місцеві підконтрольні руські князі у цей час могли виступити як з одного, так і на другому боці протистояння, в залежності від становища. І навіть, коли з 1362 рр. Фастівщина остаточно разом з іншими київськими землями стає володіннями литовського князя Ольгерда Гедиміновича, який Київщину віддав у володіння свого сина Володимира Ольгердовича, то кордони її не були стійкими. Бо останній зумів позбавити ці землі від прямої залежності від монголо-татарських ординців, але ніяк не від їхніх нападів.

### XIV століття
З 1385 р. після відомої Кревської унії між Литовським князівством і Польським королівством про умови конфедеративного об‘єднання на Фастівщині з'явиться перша хвиля переселенців з Польщі. Але вона була незначною, бо у самій Литві, попри факт отримання польської корони литовцем Ягайлом, був великий спротив проти будь-якої васальної залежності від Польського королівства, надання полякам великих угідь (особливо противилися цьому власники руських земель), тому до 1569 року між Польщею і Литвою неодноразово будуть переглядатися їхні конфедеративні відносини шляхом заключення інших унійних угод. Що цікаво, у 1568 р. родина руських князів Половців-Рожиновських отримала від коронної канцелярії офіційну копію грамоти за 1390 рік, яку тоді видав Юрію Івановичу Половцю зі Сквири тодішній київський литовський князь Володимир Ольгердович. В ній доводилося його правову дідичину і право на уділ, «его предсковский Сквирский, яко предки его Тугоріхан, Карыман и иные по них держали на Роси, по Роставице и Каменице, который звано Сквира, а тераз Поветшизна, по предках зе вшисткими иными пожитечными местами: Сквира, Ягнятин, Трилесы, Фущово(Хвастов) и иными…». Ця дата з цього документу за встановленими науковими правилами і вважається датою заснування Фастова та Триліс. Але самому князю не вдалося протриматися при владі, бо коли у 1392—1394 рр. прийшов до влади у Великому князівстві Литовському князь Вітовт, він ліквідував удільний устрій підлеглих руських земель та позбавив влади над Київщиною Володимира Ольгердовича внаслідок своїх «усмирітельних» походів. Але частково цей статус за київськими землями поновиться вже за наступних литовських князів, бо їм доводилося шукати підтримки у спільній обороні від татарських набігів. Так, у липні 1416 року, як свідчать літописи, Фастівщиною пройшлися полчища хана Ногайської Орди Едигея, які розорили Київ та більшість поселень на південь від нього.

### XV—XVI століття
У 1443 році від татарської Золотої Орди відокремилося Кримське ханство і у ньому утвердилася при владі династія ханів Гиреїв. Хоча після вторгнення у 1475 р. у Крим турецьких військ, Кримське ханство стало васалом Османської імперії, воно дуже ще довго допікало фастівським землям своїми набігами. Також важливою подією цього періоду стала остаточна ліквідація у 1471 році литовським князем Казимиром Ягайловичем статусу князівства за київськими землями, впровадження посади воєводи-намісника князя у Києві, після чого Київщина стала звичайним воєводством цього князівства, а з 1569 року — об'єднаної Речі Посполитої. Здебільшого це сталося тому, що постійні наскоки татар XIV—XIV ст. змушували киян і фастівчан залишати раніше освоєні київські князівські землі. Але у XVI ст. на Київщині знову почали масово селитися люди. Тогочасні розорення кримськими ордами українських земель Литовського князівства були регулярними і відбувалися як з помсти, так і просто з спустошливо-грабіжницькою метою. Після нанесених руйнувань, викрадень і пограбувань між київськими землевласниками тоді відбувалося багато довготривалих внутрішніх спорів та судових з'ясувань, де чиї були землі до спустошення і кому яке майно повинно належати (хоча більшість цих небезпечних земель були тоді незаселеними і необробленими, тому мали незначну цінність). Попри це, у 1528 році після звернень до короля Зігмунда І, вдові Пилипа Івашкевича та її дітям Федору та Анні були пожалувані ті дарування, які були литовським князем Олександром Казимировичем колись їм зроблені. В цих даруваннях значилася частина фастівських земель. Але постійні татарські набіги робили свою справу і тому згодом, за незрозумілих обставин, досить спустошені землі Фастова опиняються якимось чином у володінні роду Макаревичів.
У 1560 році місцевим руським князем К.Острозьким, що здійснював тут владу литовського князя над землями Київщини, залишки старовинних Гуляників було подаровано Івану Мотовилу (Мотовилівцю), з осіданням якого у цього поселення з'явилася нова назва-Мотовилівка. 1561 року Андрій Макаревич передає землі Фастова, як заставу, київському єпископові М.Пацу, після чого більша частина Фастова стає постійною землею католицьких єпископів на довгі роки.

### XVIII—XIX століття
У XVIII ст. на Фастівщині з'являються перші парафіяльні школи та училища. Найдавніша з них — школа при церкві Успіння Пресвятої Богородиці в Мотовилівці (1779 р.). 1843 року відкриті церковнопарафіяльні училища в Малополовецькому та Паляничинцях.
Упродовж тривалого часу Фастівщина була краєм великого землеволодіння родини польських магнатів. Понад 1000 десятин найкращих земель у Мотовилівці, Оленівці та інших населених пунктах належали Руліковським, майже половина сучасних земель району належала Браніцьким. Великим землевласником був шляхтич І.Хаєцький.
Історія XIX століття на Фастівщині пов'язана з деякими визначними подіями — селянським рухом та повстанням Чернігівського полку декабристів. У селах Триліси, В.Снітинка, В.Мотовилівка та Оленівка стояли роти Чернігівського полку. Повстання було придушене, але у Фастівському краї в с. Триліси навіки залишились в одній могилі І.Муравйов — Апостол, А.Кузьмін, М.Цепило та інші декабристи.

### XX століття
На початку ХХ століття землі району входили до Васильківського та Білоцерківського повітів.
Уперше як окремий адміністративний район з центром у містечку Фастові був утворений радянською владою УСРР за постановою ВУЦВК щодо чергової адмінреформи 07.03.1923 року у складі новоутвореної Київської округи замість колишньої Київської губернії. Він створився тоді з колишніх Фастівської і Веприківської волостей (без багатьох сучасних фастівських населених пунктів у своєму складі). Колишня Кожанська волость тоді ж стала Кожанським районом Білоцерківської округи (з 18 сіл), а Мотовилівський край протягом 6 років постійно перепідпорядковували іншим різним районним центрам. Землі сіл Малополовецького і Яхнів належали тоді також до інших районів. 1929 року мотовилівські і кожанські землі були долучені до укрупненого Фастівського району.
1957 року до району було передано з Житомирської області с. Великі Гуляки. А у 1959 році, коли розформували Великополовецький район, то до Фастівського району долучили також села Малополовецьке і Яхни. 05.02.1965 Указом Президії Верховної Ради Української РСР передано Мар'янівську сільраду Фастівського району до складу Макарівсь. кого району, а Яхнівську сільраду Сквирського району до складу Фастівського району.
1985 року було знято з обліку село Вінницькі Стави. Значна частина жителів району брала участь у ліквідації наслідків аварії на ЧАЕС. В період перебудови та боротьби за незалежність активно проявили себе жителі району особливо у Боровій та Червоній Мотовилівці. Були створені осередки партій та організацій, Рух і УРП у Боровій (лідери М.Касьян, О. Михайличенко (Косовська), С. Сіверський, О.Роженко, С.Шевченко, Л.Собко), а в Червоній Мотовилівці УНДЛ (голова Бей С. В.), УРП (В.Світлий, О.Щербаненко) згодом комітет громадян УНР Української Міжпартійної Асамблеї — голова М.Стельмащук, секретар С.Бей. 21.01.1990. мешканці Червоної Мотовилівки В.Роженко, С.Бей, С.Шатило були учасниками Акції Злуки на 44 км Житомирської траси у складі УНД. У Боровій вже у вересні 1991 року було демонтовано 2 пам'ятники Леніну. В. Мартинчук із Томашівки, депутат ВР 12 скликання, голосував За незалежність. 1994 року депутатом став В.Шевченко (Рух).
У 2020 році в результаті адмінреформи район був ліквідований, декілька сіл  увійшли до Ковалівської сільської громади нового Білоцерківського району, основна територія увійшла до нового Фастівського району.

## Адміністративний устрій
Адміністративно-територіально район поділяється на 2 селищні ради та 23 сільські ради, які об'єднують 48 населених пунктів. Адміністративний центр — місто Фастів.

## Економіка

### Промисловість
На території Фастівського району розташовано Фастівське державне лісове господарство та промислові підприємства: ТОВ «Сіпан», Кощіївська філія ТОВ "Клесівський кар'єр нерудних копалин «Технобуд», ТОВ «Аміда плюс», ТОВ «Грас-Україна».
ДП «Фастівське лісове господарство» розташоване на площі 18596 гектарів на території Фастівського району. На сьогодні[коли?] «ДП Фастівське лісове господарство» має у своєму складі 4 лісництва: Веприківське, Дорогинське, Дмитрівське та Снітинське і є економічно розвинутим, потужним підприємством в якому працює 221 особа.
Основним завданням для Фастівського лісгоспу залишається посадка і вирощування лісових культур, заготівля деревини.
В кожному лісництві створено лісові розсадники, де вирощується посадковий матеріал, збудовані теплиці, в яких вирощуються лісові екзоти не типові для нашої місцевості. Щороку лісовим господарством проводиться посадка лісових культур на площі близько 500 га, догляд за лісовими культурами.
При Снітинському лісництві відкрито торговий павільйон «Лісовичок», де реалізуються декоративні саджанці, новорічні ялинки, вироби переробки деревини, харчові продукти, сувеніри, напої.
ТОВ «Сіпан» та Кощіївська філія ТОВ "Клесівський кар'єр нерудних копалин «Технобуд» є структурними підрозділами всесвітньо відомого підприємства «Лафарж Щебінь Україна» — одного з провідних виробників та постачальників нерудних матеріалів на будівельному ринку України з 2004 року. Загальна кількість працюючих підприємств 137 осіб. Підприємства здійснюють промислову розробку Кощіївського гранітного родовища та переробку добутої сировини на щебінь різних фракцій з подальшою реалізацією виготовленої продукції. Площа родовища 40,1 га. Площа проєкції гірничого відводу становить 52,9га. За рік підприємствами випускається щебеневої продукції понад 650 тис.тонн.
ТОВ «Аміда Плюс» займається виробництвом і комплектацією поліграфічної продукції, є лідером по виробництву такої продукції в Україні, а також різноманітних виробів з картону та паперу на рівні світових стандартів.
Хоча компанія Аміда Плюс є досить молодим підприємством на ринку України, завдяки ентузіазму та працьовитості свого молодого, але дуже перспективного колективу, вона стрімко розвивається, набуваючи нових знань та вмінь. На сьогодні тут працює близько 85 чоловік. Компанія інвестує кошти в розвиток новітніх технологій в галузі поліграфії, обладнання, персонал.
Свою продукцію компанія активно просуває на світовий ринок, зокрема в Болгарію, Італію, Німеччину.
У складній економічній ситуації компанія зберігає лідерство на ринку України, попри стрімку появу конкуруючих виробництв.
ТОВ «Грас-Україна» виробляє протипожежне обладнання, ящики заповненого стояка, захисні шафи для вогнегасників, шафи — аптечки. Підприємство динамічно розвивається, постійно вдосконалює свою продукцію.

### Агропромисловий комплекс
Сприятливе поєднання кліматичних і географічних умов Фастівщини, її працьовиті люди, історія та традиції краю відкривають широкі можливості для розвитку агропромислового комплексу району.
У землекористуванні сільськогосподарських підприємств та фермерських господарств знаходиться 38,7 тис.га сільгоспугідь, в тому числі 37,2 тис.га ріллі. На території району діє 68 агроформувань, серед них: 7 приватних підприємств, 3 державних підприємств, 11 сільськогосподарських товариств з обмеженою відповідальністю, 43 фермерських господарств та 4 кооперативи.
Структура валового виробництва сільськогосподарської продукції включає: рослинництво — 76 %, тваринництво — 24 %. Основними напрямками сільськогосподарського виробництва в рослинництві є вирощування зернових та технічних культур, у тваринництві — виробництво молока та м'яса.
Пріоритетними напрямками сільськогосподарського виробництва є вирощування кукурудзи на зерно, соняшнику та сої.
В районі здійснюють діяльність 68 агроформувань: 7 приватних, 6 СТОВ, 43 фермерських господарства та 12 господарств іншої форми власності. В структурі валового сільськогосподарського виробництва рослинницька галузь становить 90 %, тваринницька галузь — 10 %.
Площа сільгоспугідь в усіх категоріях господарств становить 54,5 тис.га, в тому числі 49,4 тис.га ріллі, багаторічних насаджень 2,6 тис.га, сіножаті — 1,5 тис.га, пасовищ — 0,8 тис.га, перелоги — 0,01 тис.га.
Державне підприємство дослідне господарство «Оленівське» господарство спеціалізується на вирощуванні сільськогосподарських культур та має розвинену галузь тваринництва. В обробітку знаходиться 1528 га сільськогосподарських угідь, урожайність ранніх зернових культур в 2017 році становила 47,1 ц/га. В господарстві утримується 450 голів ВРХ, в тому числі корів — 123 голови.
СТОВ «Відродження» спеціалізується на вирощуванні сільськогосподарських культур Та має розвинену галузь тваринництва. В обробітку господарства 1300 га сільськогосподарських угідь, урожайність ранніх зернових та зернобобових культур в 2017 році становить 47,7 ц/га, утримується 396 голів ВРХ, в тому числі — 170 голів корів.
ВП НУБіП України «Великоснітинське НДГ ім. О. В. Музиченка» спеціалізується на вирощуванні сільськогосподарських культур та має розвинену галузь тваринництва. В обробітку господарства знаходиться 2495 га ріллі. Урожайність ранніх зернових у 2017 році становить 43,3 ц/га, в тому числі озимої пшениці 49,3 ц/га. В господарстві утримується 1237 голів ВРХ, в тому числі — 500 голів корів.
СТОВ «Перемога» спеціалізується на вирощуванні посівного матеріалу сучасних високопродуктивних сортів та гібридів зернових та технічних культур вітчизняної та зарубіжної селекції. В обробітку господарства знаходиться 948 га ріллі. Урожайність ранніх зернових та зернобобових культур в 2017 році становить 43,9 ц/га, в тому числі пшениця яра — 50,0 ц/га, горох — 47,2 ц/га.
«MegaPlant» — розсадник з вирощування рослин відкритого ґрунту. Розсадник, розташований в с. Триліси, був закладений у 2006 році, і сьогодні в ньому представлено широкий асортимент листяних та хвойних дерев. Висадковий матеріал для розсадника завозиться з кращих розсадників Німеччини, Бельгії, Нідерландів, Італії, Польщі. Усі рослини адаптовані до кліматичних умов України та мають високу морозостійкість. Це — єдиний в Україні розсадник, здатний запропонувати дуже великі партії однотипних дерев, вирощених в умовах середньої кліматичної зони.

## Транспортні комунікації
Транспортна галузь є важливим складником у структурі господарського комплексу району. Її діяльність спрямована на задоволення потреб населення і підприємств району у якісному та безпечному обслуговуванні транспортними засобами.
У районі послуги з перевезень пасажирів надають ВАТ «Фастів-АВТО», ВАТ «Фастів Авто Транс» та 8 приватних перевізників. Перевезення пасажирів здійснюється на 24 регулярних автобусних маршрутах загального користування на дорогах з твердим покриттям загальною завдовжки 249,1 км, які обслуговують спеціалізовані організації -Фастівське районне дорожнє управління та ТОВ «СПЕЦ КОМПЛЕКТ ПОСТАЧ»
Автобусним сполученням охоплено майже 97,7 відсотків населених пунктів. Транспортний зв'язок сіл та селищ розроблений з урахуванням побажань жителів району.
Зовнішні транспортні зв'язки забезпечуються двома видами транспорту: залізничним та автомобільним.
Зовнішні автомобільні перевезення здійснюються з міста Фастова до міст: Києва, Житомира, Біла Церква, маршрути яких пролягають населеними пунктами району.
Фастівський район обслуговується також транспортними сполученнями «Укрзалізниці» такими, як: Київ-Фастів-Київ, Київ-Миронівка-Київ, Київ-Жмеринка-Київ, Київ-Шепетівка-Київ, Київ-Бердичів-Київ, Київ-Житомир-Київ, Київ-Вапнярка-Київ, Київ-Роток (Біла Церква)-Київ.

## Екскурсійні об'єкти
- Заміський скит свято-введенського монастиря — Комплекс садиби графа Хаєцького (с. Томашівка)
- Курган «Переп'ят» (с. Фастівець)
- Могила письменника В. Косовського (с. Веприк)
- Музей-садиба композитора К. Г. Стеценка (с. Веприк)
- Пам'ятник декабристам (с. Триліси)
- Пам'ятник композитору К. Г. Стеценку (с. Веприк)
- Пам'ятник Т. Г. Шевченку (с. Фастівець)
- Церква Іоанозлатоустівська (с. Півні)
- Церква Михайлівська (с. Пилипівка)
- Церква Св. Параскеви (с. Веприк)
- Церква Покровська (смт Кожанка)

## Персоналії
На фастівській землі у різні роки та століття жили і творили сміливі та талановиті люди: великий український композитор Кирило Стеценко, письменник Степан Васильченко, етнограф, дослідник старожитностей краю аматор-археолог Е. Руліковський, видатний архітектор, живописець В.Кричевський, видатний винахідник М.Бенардос, генерал-хорунжий УНР Олександр Пількевич, науковець і автор багатьох українсько-російських словників Віктор Дубровський, професор Антон Синявський, поет, учасник ОУН Володимир Косовський та ще багато-багато інших. З Фастівщиною пов'язано ім'я козацького полковника Семена Палія (Гурка) — видатного організатора заселення та відбудови господарства Київщини. Саме на фастівських землях містилась його резиденція.
Історія Фастівського краю пам'ятає видатного українського поета Тараса Шевченка. В червні 1846 року він у складі археологічної комісії проводив розкопки кургану Переп'ят, що знаходиться поблизу с. Фастівець. Тут він виконав багато малюнків із місцевих селян. Серед них «Коло каші», «Селянин у брилі», «Постаті селян», «Гурт селян». На Фастівщині народились чудові поезії Шевченка «Чернець», «Швачка», «Іржавець».

## Політика
25 травня 2014 року відбулися Президентські вибори України. У межах Фастівського району було створено 38 виборчих дільниць. Явка на виборах складала — 65,40 % (проголосували 17 951 із 27 449 виборців). Найбільшу кількість голосів отримав Петро Порошенко — 64,37 % (11 555 виборців); Юлія Тимошенко — 14,49 % (2 601 виборців), Олег Ляшко — 9,12 % (1 637 виборців), Анатолій Гриценко — 4,03 % (724 виборців). Решта кандидатів набрали меншу кількість голосів. Кількість недійсних або зіпсованих бюлетенів — 0,82 %. У другому турі президентських виборів 2019 року за В.Зєленського проголосувало 69℅ виборців району, за П.Порошенка — 30 %.